# طویله (یمن)
 طویله  به عربی ( الطویلة ) دهستان بزرگی از توابع استان استان صَنعاء در کشور یمن و در شبه جزیره عربستان واقع می‌باشد. این دهستان در قلهٔ کوه (القرانع) و در ارتفاع ۲۴۰۰ متر از سطح دریا قرار دارد. الطویله در ۷۷ کیلومتری شمال غربی شهر صنعاء واقع شده‌است.

## جمعیت
جمعیت این دهستان در حدود ۸۵۸ نفر می‌باشد. .

## روستاها
روستاهای توابع این دهستان عبارتند از:
- روستای طَویلَة زُبیر
- روستای مِخلاف الشَمایتی
- روستای بلاح الحجة الشرفین
- روستای قریة الحریب

## منبع
- المقحفی، ابراهیم، احمد، (مُعجَم المُدُن وَالقَبائِل الیَمَنِیَة) ، منشورات دار الحکمة، صنعاء، چاپ پنجم، وانتشار سال ۱۹۸۵ میلادی به (عربی).